# Kleingebiet Mátészalka
Das Kleingebiet Mátészalka (ungarisch Mátészalkai kistérség) war bis Ende 2012 eine ungarische Verwaltungseinheit (LAU 1) im Südosten des Komitat Szabolcs-Szatmár-Bereg in der Nördlichen Großen Tiefebene. Im Süden grenzten drei Ortschaften an Rumänien. Bei der Verwaltungsreform Anfang 2013 ging das Kleingebiet unverändert mit allen 26 Ortschaften in den Kreis Mátészalka (ungarisch Mátészalka járás) über.
Ende 2012 lebten auf einer Fläche von 624,70 km² 64.810 Einwohner. Die Bevölkerungsdichte des zweitbevölkerungsreichsten Kleingebiets lag mit 104 Einwohnern/km² etwas über dem Komitatsdurchschnitt.
Der Verwaltungssitz befand sich in der Stadt Mátészalka (17.144 Ew.). Nagyecsed (6.524 Ew.) und Vaja (3.639 Ew.) besaßen ebenfalls Stadtrechte. Hodász (3.349 Ew.), Mérk (2.171 Ew.) und Ököritófülpös (1.859 Ew.) waren drei Großgemeinden (ungarisch nagyközség).

## Ortschaften
| Fábiánháza    | Fülpösdaróc  | Géberjén      | Győrtelek    | Hodász      |
| Jármi         | Kántorjánosi | Kocsord       | Mátészalka   | Mérk        |
| Nagydobos     | Nagyecsed    | Nyírcsaholy   | Nyírkáta     | Nyírmeggyes |
| Nyírparasznya | Ópályi       | Ököritófülpös | Őr           | Papos       |
| Rápolt        | Szamoskér    | Szamosszeg    | Tiborszállás | Vaja        |
| Vállaj        |              |               |              |             |